# 분필

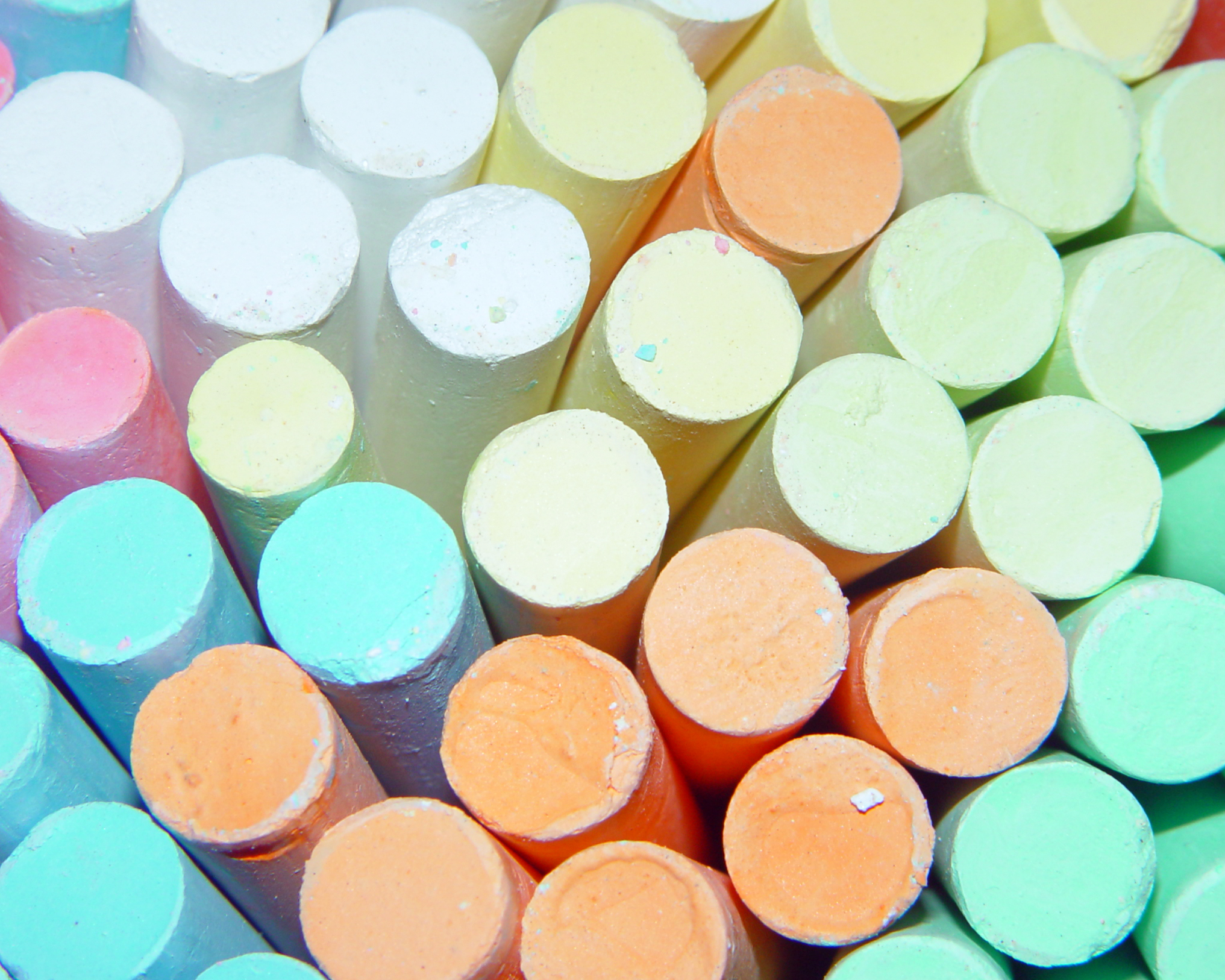
여러 색의 분필들

분필(중국어: 粉筆, 영어: Chalk, Blackboard chalk, Sidewalk chalk)은 일반적으로 백악, 탄산석회 가루를 굳혀 만든 막대를 가리킨다. 대부분 도로 포장이나 시멘트 보도, 칠판 위에 글씨를 쓰거나 그림을 그리는 데에 쓰인다. 운동장 등의 바닥에 경기 코트나 돌차기 놀이판 등을 그리는 데에도 사용된다.
커트 웨너와 줄리안 비버와 같은 예술가들은 분필과 파스텔로 놀랄 만큼 정교한 길거리 그림을 그려왔다. 분필은 일부 대학교에서 행사를 구체적으로 알리고자 할 때에도 쓰인다.
분필은 집에서 저렴하게 만드는 것이 가능하다.

## 이용
분필은 일부 대학에서 행사 광고를 위해 사용되며, 특히 콘크리트가 많은 곳에서는 더욱 그렇다. 학생들이 분필을 칠할 수 있는 지역은 제한되어 있으며, 일반적으로 비에 씻겨 내려가는 구역이나 분필 표시를 청소해야 하는 구역으로 제한된다.
일부 교사는 대화형 교육 도구로 카펫에 분필을 사용하는 것을 권장한다.
분필은 사람들이 보도나 포장 도로에 그림을 그릴 수 있도록 만들어졌지만 일부 법 집행 기관은 승인 선행 요청이 없더라도 특정 지역에서 분필 칠하기를 금지할 수 있다.

## 같이 보기
- 물백묵
- 칠판